# Organiska psykiska störningar
Organiska psykiska störningar är en samlingsbeteckning för flera psykiska tillstånd i olika svårighetsgrad, som beror på kroppsliga sjukdomar eller fysiska skador.

## Orsaker
Psykiska störningar uppkommer som regel enligt stress - sårbarhetsmodellen, genom att olika faktorer bidrar till sjukdomens utbrott. De flesta psykiska störningar är så kallade funktionella, vilket innebär att de anses i första hand har psykiska orsaker. Psykiska störningar kan emellertid också uppstå till följd av droger eller sjukdomar. För en del av dessa två senare har personen som drabbats en extra psykisk påfrestning, till exempel en livskris eller stress, men den utlösande faktorn är drogerna respektive den kroppsliga sjukdomen. Olika personer kan alltså ta samma droger eller ha samma sjukdom, men påverkas olika mycket psykiskt (eller inte alls), eftersom de medfödda och förvärvade individuella förutsättningarna skiljer sig åt.
Organiska psykiska störningar kan uppkomma till följd av problem med hjärnan. Skador på hjärnan, hjärntumörer, hjärninflammation, hjärnhinneinflammation eller så kallad neurodegeneration ger ofta sig till känna genom förändringar i personligheten, kognitionen, känslorna, beteendet. Sådana organiska psykiska störningar kallas primära, eftersom det är hjärnan i sig själv som är orsaken.
Hjärnan kan påverkas indirekt av systemiska sjukdomar. Det rör sig i första hand om endokrina sjukdomar, infektionssjukdomar, ämnesomsättningssjukdomar och näringsrubbningar. Organiska psykiska störningar som uppstår till följd av sådana sjukdomar kallas sekundära, eftersom hjärnan och nervsystemet bara påverkas som ett organ som vilket som helst, medan den egentliga sjukdomen finns någon annanstans.
I ICD-9 innefattades drogutlösta psykiska störningar i paraplybenämningen organiska psykiska störningar. På grund av de speciella förutsättningarna, och den höga utbredningen, räknas dessa störningar inte som organiska längre. En näraliggande grupp psykiska störningar, är störningar som uppkommer vid fysiologiska förändringar, till exempel förlossning (postpartumdepression, postpartumpsykos) eller menstruation (premenstruellt syndrom, premenstruell dysforisk störning). Den senare gruppen handlar om icke-patologiska förändringar som ger psykisk påverkan. Organiska psykiska störningar är däremot ett resultat av ett patologiskt tillstånd.

## Typer av störningar
Det finns organiska psykiska störningar som liknar funktionella psykiska störningar, så när som på att de beror på en känd sjukdom. Andra saknar motsvarighet bland de funktionella psykiska störningarna. Till den senare gruppen hör demenssjukdomar och störningar som uppkomer till följd av neurodegeneration.
Demenssjukdomar innefattar Alzheimers sjukdom, Parkinsons sjukdom, några ärftliga sjukdomar, samt vaskulär demens. Senil demens, minnesstörningar på grund av ålderdom, är det vanligaste för dessa sjukdomar, men de kan också uppkomma under medelåldern, presenil demens. Demens kan uppkomma vid svåra infektionssjukdomar, såsom HIV, näringsbrist, epilepsi, sköldkörtelsjukdomar, multipel skleros, med mera. Lindrigare minnesstörningar, amnesi, kan likaså ha organiska orsaker. Demens och organisk amnesi kan ha komorbiditet med psykos, depression, ångest med mera, eftersom sjukdomen kan vara mycket psykiskt påfrestande för den som drabbas.
Delirium kan uppkomma av organiska sjukdomar, framför allt infektioner, leveråkommor, eller som förfas till demens. Delirium kan i de allvarligaste fallen vara psykotiska eller leda till koma.
En rad sjukdomar kan ge psykoser, så kallade organiska psykoser. Dessa kan uppträda med alla psykosens positiva symtom, eller vara uteslutande hallucinatoriska, handla om vanföreställningar eller vara katatona. 
Affektiva störningar kan uppkomma efter till exempel influensa eller endokrina sjukdomar, och räknas då som en organisk depression, organisk mani eller organisk bipolär sjukdom. Kroppsliga sjukdomar och skador kan likaså ge ångestsyndrom, dissociativa störningar och personlighetsstörningar. Efter en hjärnskakning kan personer drabbas av post-commotionellt syndrom.

## Behandling
Organiska psykiska störningar misstas lätt för funktionella psykiska störningar, och behandlas i dessa fall uteslutande inom den psykiatriska vården. Om en kroppslig sjukdom orsakar de psykiska störningarna måste dock den underliggande sjukdomen behandlas för att den psykiska störningen ska hävas.